# Joe Perry (fútbol americano)
Fletcher Joseph Perry (Stephens, Arkansas, 22 de enero de 1927 – Chandler, Arizona, 25 de abril de 2011), más conocido como Joe Perry, fue un jugador profesional estadounidense de fútbol americano que se desempeñó en la posición de fullback en la National Football League (NFL). Es miembro del Salón de la Fama del Fútbol Americano Profesional.

## Carrera
Perry jugó como profesional trece temporadas en San Francisco 49ers (1948-1960), después pasó a Indianapolis Colts (1961-1962), posteriormente regresó a San Francisco 49ers, donde jugó una temporada (1963), y fue el equipo en el que se retiró.

## Reconocimiento
El 13 de septiembre de 1969, fue seleccionado para ser miembro del Salón de la Fama del Fútbol Americano Profesional.